# Perizona
Perizona is een geslacht van zeekomkommers uit de familie Synallactidae.

## Soorten
- Perizona magna Koehler & Vaney, 1905